# أنطوني أورتيغا
أنطوني أورتيغا (بالإنجليزية: Anthony Ortega)‏ هو موسيقي أمريكي، ولد في 7 يونيو 1928 في لوس أنجلوس في الولايات المتحدة.

## وصلات خارجية
- أنطوني أورتيغا على موقع IMDb (الإنجليزية)
- أنطوني أورتيغا على موقع ميوزك برينز (الإنجليزية)
- أنطوني أورتيغا على موقع أول ميوزيك (الإنجليزية)
- أنطوني أورتيغا على موقع ديسكوغز (الإنجليزية)